# Humbertiodendron saboureaui
Humbertiodendron saboureaui är en tvåhjärtbladig växtart som beskrevs av Jacques Désiré Leandri. Humbertiodendron saboureaui ingår i släktet Humbertiodendron och familjen Trigoniaceae. Inga underarter finns listade i Catalogue of Life.